# Carl Emanuel Burckhardt
Carl Emanuel Burckhardt, též Carlos Burckhardt, (26. březen 1869 Basilej – 26. srpen 1935 Ciudad de México) byl švýcarský geolog a paleontolog.

## Životopis

### Studium
Byl synem Wilhelma a Marie Caroline rozené Sarasin. Jeho strýcem byl průmyslník a podnikatel Fritz Sarasin. Po dokončení školy v Basileji a krátkém pobytu na Ženevské univerzitě začal Burckhardt v roce 1888 studovat na univerzitě v Basileji u botanika Georga Albrechta Klebse a geologa Carla Schmidta. Spolu se svými spolužáky založil studentský spolek Jurassia. Po několika semestrech v Basileji pokračoval ve studiu na univerzitě v Curychu u Carla Schrötera a Alberta Heima. Na jeho návrh vypracoval v letech 1891 až 1893 obecnou studii severního okraje švýcarských Alp a její výsledky shrnul výsledky do disertační práce.
Od roku 1894 pracoval ve státních službách a zabýval se sběrem zkamenělin z Klöntalu, kde spolupracoval s vídeňskými profesory Wilhelmem Heinrichem Waagenem a Eduardem Suessem, jehož se stal žákem. V roce 1895 se přestěhoval do Mnichova, kde získal další vzdělání u Karla Alfreda von Zittel.

### Výzkum v Andách
Na výzvu Laplatského muzea odejel v roce 1896 spolu s Leo Wehrlim do Argentiny. Zde pracoval v Geologickém institutu jako petrografický geolog. V rámci své funkce se vydal v roce 1897 v doprovodu Rudolfa Hauthala[a] na výzkumnou cestu do And v Argentině a Chile. Během této cesty pohoří čtyřikrát překročili, a to od severu k jihu. V roce 1898 se Burckhardt vydal na další průzkum And spolu s Wehrlim. Vrátili se z něj až na jaře 1900 a do konce roku 1900 Burckhardt vyhodnocoval výsledky svých pozorování a četné fosilní nálezy.
V roce 1901 se Burckhardt vrátil se svou sbírkou do Mnichova, kde se stal asistentem v Bayerische Oberbergamt a pod vedením Karla Alfreda von Zittel pokračoval ve vyhodnocování své sbírky. Během svého pobytu v Mnichově byl Burckhardt jmenován asistentem Ludwiga von Ammon a také zde 21. dubna 1903 získal domovské právo.

### Mexiko
V roce 1904 byl Burckhardt jmenován hlavním geologem Geologickém ústavu založeném v roce 1891 v Ciudadu de México. V následujících jedenácti letech se Burckhardt věnoval jurským a křídovým ložiskům ve státech Zacatecas, Durango, Guerrero, Veracruz a Puebla. V roce 1906 předsedal Burckhardt Mezinárodnímu geologickému kongresu, který se konal v Mexiku na pozvání prezidenta Porfiria Díaze. Při té příležitosti vedl exkurze ke zdejším geologicky a paleontologicky významným přírodním výtvorům. Během revolučních nepokojů v Mexiku přestal být Geologický institut v roce 1915 financován, čímž Burckhardt ztratil zaměstnání. Přesto odmítl jmenování do Přírodovědného muzea v Basileji a věnoval se svým sbírkám, jejichž hodnocení publikoval v roce 1930 v pojednáních Švýcarské paleontologické společnosti. Tato práce byla poslední z jeho 47 publikací.

## Význam a ocenění
Ve svých pracích se Burckhardt specializoval na stratigrafii a paleontologii triasu, jury a vápencových útvarů Střední Ameriky. Jeho hlavní práce se týká studia druhohorního klimatu na složení fauny amonitů.
V roce 1929 získal čestné členství ve Švýcarské společnosti přírodních věd „jako uznání jeho základní práce o stratigrafii a paleontologii jurského a křídového formování Mexika“.